# Crotalaria chondrocarpa
Crotalaria chondrocarpa är en ärtväxtart som beskrevs av Roger Marcus Polhill. Crotalaria chondrocarpa ingår i släktet sunnhampor, och familjen ärtväxter. Inga underarter finns listade i Catalogue of Life.